# Admiral Sea Battles
Admiral Sea Battles — покрокова стратегія для персональних комп'ютерів на базі Microsoft Windows, розроблена луганською студією Meridian'93 та видана компанією Megamedia 30 вересня 1996 року. Стала першою комерційною відеогрою незалежної України.

## Ігровий процес

Розпочинається битва між бойовими кораблями гравця (на даному етапі ходу відмічені червоними хрестиками) та транспортними суднами супротивника

Події гри розгортаються у століття вітрила. Ігровий процес відповідно зосереджений на морських битвах. У грі присутні 18 місій, порівну розділених на три кампанії. У першій кампанії потрібно закріпитися на ворожій території та допомогти союзникам з відбиттям нападів, у другій — відібрати у піратів награбоване золото, у третій — розширити свою присутність на захоплених територіях шляхом будівництва нових баз.
На початку місії гравець отримує перелік умов, що йому необхідно виконати для перемоги. Для виконання місій він має послуговуватись флотом, котрий одразу може сформувати з різноманітних видів суден: від маленьких та швидких до величезних бойових кораблів. Усього наявні 11 класів вітрильних суден з різних історичних епох. Перед початком кампанії гравець може обрати їх собі в будь-яких комбінаціях. Однак надалі протягом кампанії йому будуть доступні лише ці кораблі, тому гравець повинен розумно розпоряджатися ними та слідкувати, аби їх не знищили.
Гра практично не містить глобальної стратегічної та економічної складової та являє собою покрокову тактику.
Перед початком місії є можливість заздалегідь визначити місцеположення ваших кораблів та віддати кожному накази. Надалі юніти будуть слідувати заздалегідь отриманим командам, проте гравець може втручатися у хід бою та корегувати дії кожного конкретного юніта.
Протягом гри потрібно захищати невеличкі транспортні судна та досліджувати навколишню територію на наявність ворожого флоту чи прибережних фортів. Бої можуть відбуватися як на воді (між власне кораблями), так і на борту (між членами команди). В останньому випадку перебіг бою фактично заздалегідь визначений чисельністю групи бійців.
У грі присутні течії та шторми, судно може віднести вітром, воно навіть може затонути в негоду. Також можна будувати форти та порти для ремонту кораблів.
Наявна можливість багатокористувацької гри через Інтернет чи LAN-з'єднання.

## Розробка
Дмитро Прокопов розробив концепт гри, написав сценарій та працював над графікою. У створенні концепту також брав участь програміст проекту Андрій Дорощук, а графікою також займався Віктор Силак. Музику написав Андрій Василенко. Усі вони потім працювали також над двома наступними проектами команди: Ancient Conquest та Submarine Titans. А Дорощук, Силак і ще два програмісти з команди, Григорій Підгірний та Артем Кулаков, у складі The Creative Assembly Australia навіть взяли участь у розробці таких стратегій як Medieval II: Total War та Stormrise.
На виставці в Гамбурзі, куди розробники поїхали презентувати свою гру, вони познайомилися з представниками німецької компанії Koch Media (згодом вона створила спеціальний лейбл Deep Silver для видавництва відеоігор). В результаті співпраці німці займалися видавництвом та дистрибуцією продукції Meridian'93 на Заході. Зокрема стали дистриб'юторами Admiral Sea Battles у Німеччині.

## Оцінки та відгуки
| Видання               | Оцінка |
| --------------------- | ------ |
| Computer Gaming World | 2/5    |
| GameSpot              | 4,9/10 |

Гра отримала посередні оцінки від критиків, однак була комерційно успішною. Зокрема вона погано продавалася на ринку США, зате мала попит в Німеччині, Японії, Південній Кореї та Тайвані.
Тім Макдональд у статті для GameSpot писав, що при першому знайомстві гарне враження справляють приємна графічна складова, хороший інтерфейс, розмаїття кораблів та чудові кат-сцени. Однак надалі гравець не отримує власне саму цікаву гру. «В хорошій відеогрі ви можете за допомогою своїх історичних пізнань та доступних вам видів юнітів сформувати дієву стратегію. Admiral Sea Battles, натомість, не передбачає формування власних стратегій. Кожна місія більше схожа на пазл, що має тільки один спосіб правильного вирішення, і знайти цей спосіб можна лише шляхом постійних спроб та помилок». За словами критика, «смертельно повільний темп, занадто важкі місії, відсутність окремих індивідуальних сценаріїв, неясні умови перемоги та відверто куций ігровий процес перетворюють цей продукт на аутсайдера».
Враження рецензента сайту Old-Games.RU практично повністю збіглися з думкою Тіма Макдональда. Було однак зазначено, що цілі місій виставляють дуже чітко та зрозуміло. У той же час автору рецензії додатково не сподобалася «антиісторичність» гри, котра полягає в одночасній доступності суден найрізноманітніших історичних періодів.

## Продовження
Після комерційного успіху свого дебютного проекту компанія Meridian'93 одразу ж почала роботу над його ідейним продовженням. Гра, котру було анонсовано у 1997 році, мала назву Admiral: Ancient Ships. Ігровий процес був вже не покроковим, а відбувався в реальному часі. Робота над грою довгий час велася в Луганську, де базувалася Meridian'93. Проте того ж року компанія Megamedia перевезла майже усіх розробників до Австралії, де вони продовжили роботу над продуктом, що у підсумку отримав назву Ancient Conquest: Quest for the Golden Fleece.